# Régis de Sá Moreira
Œuvres principales
- Pas de temps à perdre (2000)
- Mari et femme (2008)

Régis de Sá Moreira né le 3 novembre 1973 est un écrivain français. Régis de Sá Moreira est né de père brésilien et de mère française.
Après avoir vécu à Sao Paulo et New York, il revient vivre à Paris en 2010.

## Biographie

### Carrière littéraire
Régis de sa Moreira est l'auteur de nombreux romans, dont Pas de temps à perdre (2000) pour lequel il a reçu le prix Le livre élu 2002. Son roman Mari et femme (2008) pour lequel il a obtenu la reconnaissance de la critique et une première adaptation au cinéma . La vie reçoit le prix  Lycéens en toutes lettres à Lille en 2012.

## Œuvres
- Pas de temps à perdre, La Laune, Au diable vauvert, 2000,  (ISBN 2-84626-000-1)
- Zéro tués. La Laune, Au diable vauvert, 2002,  (ISBN 978-2-84626-034-3)
- Le Libraire. La Laune, Au diable vauvert, 2004,  (ISBN 978-2-84626-071-8)
- Trois livres bleus. La Laune, Au diable vauvert, 2008,  (ISBN 978-2-84626-170-8)
- Mari et femme. La Laune, Au diable vauvert, 2008,  (ISBN 978-2-84626-165-4)
- La Vie. La Laune, Au diable vauvert, 2012,  (ISBN 978-2-84626-442-6)
- Comme dans un film. La Laune, Au diable vauvert, 2016,  (ISBN 979-10-307-0069-5)
- Les Grands Enfants. Paris,  Albin Michel, 2023,  (ISBN 978-2-226-48073-6)